# Arrêt Sicard
Pour les articles homonymes, voir Sicard.
L'arrêt Sicard est un arrêt rendu par le Conseil d'État le 27 avril 1962. Ce grand arrêt du droit administratif français a précisé le rôle des ministres dans la signature des décrets relevant de leur compétence, ainsi que le pouvoir réglementaire du Président de la République française.

## Circonstances
Le requérant Jean Sicard fait un recours devant le juge administratif et invoque l'inconstitutionnalité de règlements édictés par le gouvernement. Il demande que le juge administratif frappe d'annulation le décret n°59-1379 du 8 décembre 1959 sur le motif de l'excès de pouvoir. 
Le décret attaqué par les requérants aurait méconnu la Constitution : il ne devait pas être signé par le président de la République car seule la signature du Premier ministre était nécessaire, alors que le président a bien apposé sa signature. En effet, la signature du président n'est nécessaire que pour les textes délibérés en Conseil des ministres (article 13 de la Constitution). Aussi, il manquait le contreseing des ministres compétents prévu à l'article 22 de la Constitution.

## Décision

### La signature du président de la République est superfétatoire et ne rend pas le texte caduc
Le Conseil d’État considère que la signature supplémentaire du président de la République est « superfétatoire », mais n'est pas de nature à rendre le texte caduc. 

### La signature du ministre responsable est nécessaire et son absence rend le texte caduc
Le juge administratif suprême réaffirme que, conformément à l'article 22 de la Constitution, les ministres doivent nécessairement contresigner les textes, faute de quoi le texte est nul.

## Postérité

### Extension du pouvoir réglementaire du président
Le commissaire du gouvernement Ordonneau soutient que « le pouvoir exercé par le président de la République en matière réglementaire, et celui du Premier ministre en exercice, sont en réalité un pouvoir de même nature, sinon le même pouvoir susceptible d'être appliqué aux mêmes objets ». Cela conduit à augmenter considérablement le pouvoir réglementaire du président.

### Clarification des pratiques
L'arrêt Sicard a apporté une première réponse aux questions liées à la pratique réglementaire du président de la République. Le juge administratif a considéré que le président n'a pas à signer de textes non délibérés en Conseil des ministres. Dans le célèbre arrêt Meyet, du 10 septembre 1992, il jugera que les décrets délibérés en Conseil des ministres doivent nécessairement être signés par le président, quand bien même la délibération en Conseil des ministres n'était pas prévue par les textes.